# 绍约伊万考
绍约伊万考，是匈牙利包尔绍德-奥包乌伊-曾普伦州所辖的一个村。总面积10.23平方公里，总人口599，人口密度58.6人/平方公里（2011年1月1日）。